# Von Weiler

Geslachtswapen Nederland (1818)

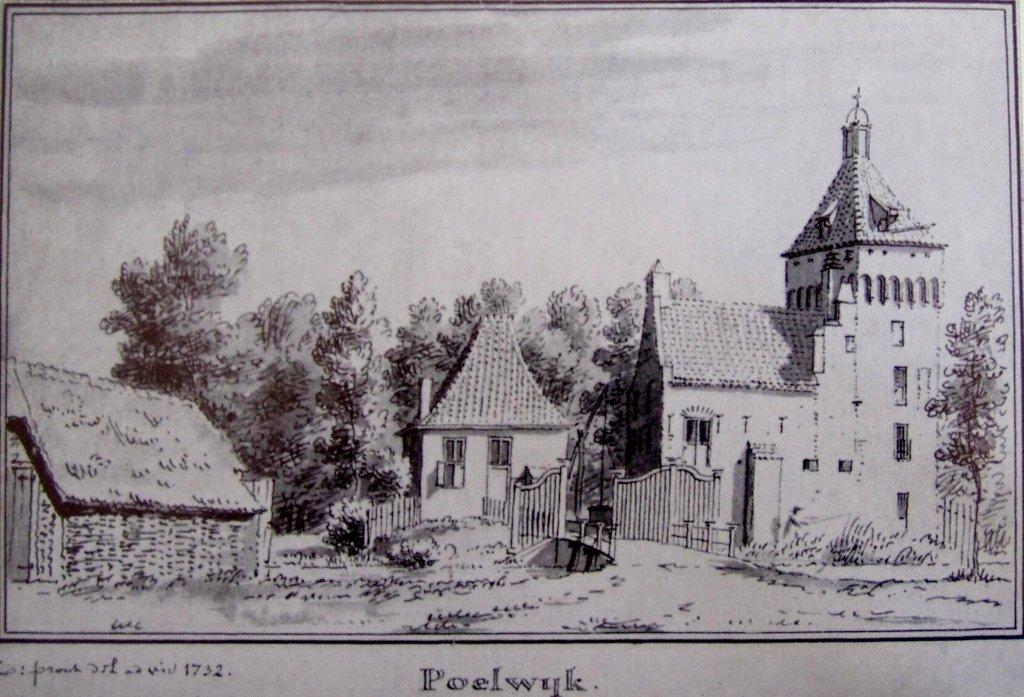
Kasteel Poelwijk door Cornelis Pronk in 1732

Von Weiler (ook: Von Weiler tot Poelwijk) is een van oorsprong uit Gulik afkomstig geslacht waarvan leden sinds 1818/1822 tot de Nederlandse adel behoren.

## Geschiedenis
De stamreeks begint met Jakob Wilre, heer van Lohe die voor 1555 overleed. Een nazaat, Jacob Lambert Wilhelm Carl von Weiler, heer van Poelwijk (1788-1839) werd in 1818 ingelijfd in de Nederlandse adel; nadat deze inlijving aanvankelijk was vervallen wegens niet lichten, volgde in 1822 de vergunning om het diploma alsnog te lichten waarna hij en zijn nakomelingen tot de Nederlandse adel gingen behoren.
In 2012 waren er nog dertien mannelijke telgen in leven, de laatste geboren in 2008.

## Enkele telgen
Bartholomeus Arnold von Weiler, heer van Poelwijk, enz. (1725-1794)
- Johann Bartholomaus Gottfried von Weiler, heer van Poelwijk, enz. (1759-1833)
  - Jhr. Jacob Lambert Wilhelm Carl von Weiler, heer van Poelwijk (1788-1839), burgemeester van Zevenaar
    - Jhr. Arnold Carl von Weiler, heer van Poelwijk (1819-1891), ontvanger directe belastingen
      - Jhr. Willem Karel von Weiler (1860-1946), belastinginspecteur
        - Jkvr. dr. Henriëtta Dorothea von Weiler (1890-1976); trouwde in 1913 met Carel Joseph Anton Begeer (1883-1956), ontwerper bij en directeur van Koninklijke Van Kempen & Begeer
        - Jhr. ir. Arnold Carl von Weiler (1892-1993), directeur Koninklijke Van Kempen & Begeer; trouwde in 1916 met jkvr. Isabella van Stijrum (1887-1969), lid van de familie Van Styrum
          - Jhr. Jakob Willem von Weiler (1919-2002), directeur Organon (multinational)
            - Jhr. Johan Christiaan Reinier von Weiler (1950), commercieel medewerker en chef de famille van de Nederlandse takken[1]
            - Jkvr. Sophie Pauline von Weiler (1958), voormalig hockeyinternational

      - Jkvr. Dorothea Arnoldine von Weiler (1864-1956), kunstenares

    - Jhr. Godfried Carl von Weiler, heer van Poelwijk (1821-1887), notaris; trouwde in 1848 met Sophia Maria Françoise van Eck (1826-1906), vrouwe van Poelwijk (1887-)
      - Jhr. Henri Wilhelm von Weiler, heer van Poelwijk (1865-1924)
      - Jhr. Alexander Agathon von Weiler, heer van Poelwijk (1866-1936)

    - Jhr. Conrad Wilhelm von Weiler (1825-1900), ontvanger directe belastingen
      - Jhr. mr. Jacob Lambert Wilhelm Carel von Weiler (1860-1942), vicepresident Gerechtshof te 's-Gravenhage
        - Prof. jhr. ir. Jacob Lambert Wilhelm Carl von Weiler (1902-1988), uitvinder van de Nederlandse radar en buitengewoon hoogleraar aan de Technische Hogeschool te Delft
          - Jhr. ing. Carel Paul von Weiler (1936-1995)
            - Jhr. Carl Andrew Nigel von Weiler (1964), beeldend kunstenaar; trouwde in 1994 met Fiona Carp (1966), beeldend kunstenaar

      - Jhr. Cornelis Pieter Jan von Weiler (1862-1928), lid gemeenteraad en wethouder van Zaltbommel